# علیرضا سلیمانی

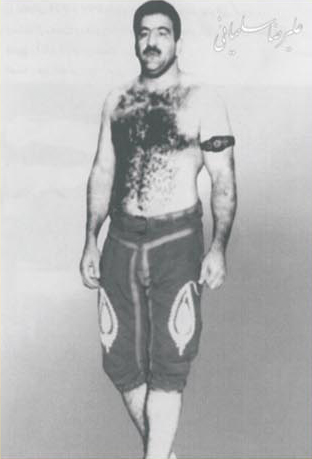
سلیمانی با بازوبند پهلوانی ایران

علیرضا کربلایی سلیمان (زادهٔ ۱۵ بهمن ۱۳۳۵ در محلهٔ سلیمانی، تهران – درگذشتهٔ ۳۱ اردیبهشت ۱۳۹۳، تهران) کشتی‌گیر اهل ایران بود.
سلیمانی اولین کشتی‌گیر ایرانی است که قهرمانی جهان در دستهٔ فوق سنگین را به دست آورده و نخستین قهرمان جهان کشتی ایران پس از انقلاب ۱۳۵۷ است که با قهرمانی او در سال ۱۹۸۹ در مارتینی سوئیس به دست آمد. 
وی در آن مسابقات در نیمه‌نهایی اصلان خادارتسف از شوروی را که قهرمان سال ۱۹۸۷ جهان بود با نتیجهٔ ۴–۳ و بروس بومگارتنر کشتی‌گیر آمریکایی و قهرمان المپیک ۱۹۹۲ بارسلون و ۱۹۸۴ لس آنجلس و قهرمان جهان در سال‌های ۱۹۸۶ و ۱۹۹۳ و ۱۹۹۵ را ۴–۵ شکست داد و صاحب مدال طلا شد. 
او نخستین ایرانی‌ای بود که در فینال آمریکا را شکست داده بود و مدال طلا او، اولین مدال طلای ایران بعد از شانزده سال و اولین بعد از انقلاب ۱۳۵۷ بود. 
با توجه به اینکه نفر سوم این وزن یک کشتی گیر اهل شوروی بود، در هنگام نواخته شدن سرود ملی و اهدای مدال به علیرضا سلیمانی، پرچم ایران بالاتر از پرچم های  آمریکا و  شوروی قرار داشت و تا سالها در تیتراژهای بسیاری از برنامه های ورزشی از آن استفاده شد.

## زندگی

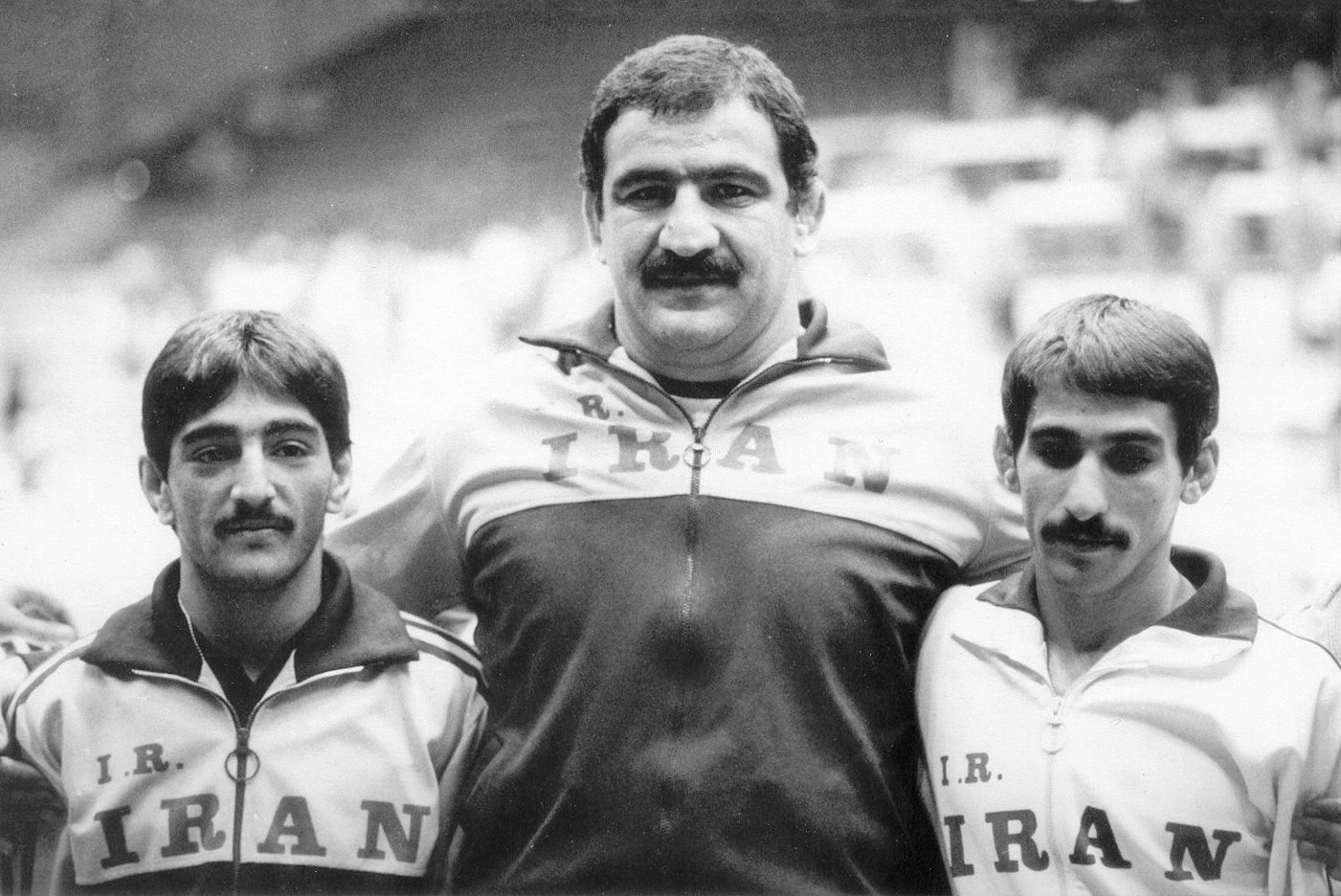
عسکری محمدیان، علیرضا سلیمانی و مجید ترکان

سلیمانی در ۱۵ بهمنِ ۱۳۳۵ در محلهٔ سلیمانی در منطقهٔ ده تهران که به نام خاندانش بود به دنیا آمد. پدرش علاقه‌مند بود که پسرانش همچون پدربزرگشان پهلوان بشوند.
علیرضا، کشتی را در پانزده سالگی به همراه برادرش در باشگاه هژبر در امامزاده حسن زیر نظر مربی به نام پناهی که از پیشکسوتان باستانی بود آغاز کرد. سپس مدتی نزد مربی‌ای به نام حساس و پس از آن نزد حسینقلی در باشگاه پولاد کشتی را به‌طور حرفه‌ای ادامه داد. وی در ۱۷ سالگی ابتدا به مقام قهرمانی جوانان تهران در وزن ۹۰ کیلوگرم و پس از آن به مقام قهرمانی جوانان کشور در مشهد رسید. وی در سال ۱۳۵۴ در رده بزرگسالان در مسابقات قهرمانی کشور در همدان در وزن ۱۰۰ کیلوگرم به مقام نخست رسید و به اردوی تیم ملی دعوت شد.
وی علاوه بر قهرمانی در کشتی آزاد، در گود زورخانه نیز حضور چشمگیری داشت و شش بار در کشتی پهلوانی قهرمان کشور شد تا لقب «پهلوان‌باشی» به او داده شود
اوج دوران ورزش قهرمانی سلیمانی در دههٔ ۱۳۶۰ بود که ایران کمتر در رقابت‌های بین‌المللی حاضر می‌شد، به همین جهت سلیمانی در دو المپیک سال‌های ۱۹۸۰ و ۱۹۸۴ به دلیل عدم شرکت ایران و در المپیک ۱۹۸۸ به دلیل مشکل ویزا حضور نداشت و در چندین دوره از مسابقات قهرمانی جهان هم به دلایل مشابه غایب بود.
وی در المپیک سال ۱۹۷۶ مونترال با ۲۰ سال سن در وزن ۹۷ کیلوگرم رقابت کرد که با دو باخت و یک برد حذف شد. او در المپیک ۱۹۹۲ بارسلون هم در سن ۳۶ سالگی شرکت داشت او که پرچم‌دار کاروان ورزشی ایران هم بود، ابتدا ۳ پیروزی با ضربهٔ فنی را به نام ثبت خود کرد اما در رقابت چهارم در یک دیدار بسیار نزدیک که ۱۰ دقیقه و ۱۹ ثانیه طول کشید ۱–۲ از محمود دمیر از ترکیه شکست خورد و در دیدار پنجم با برابر کشتی‌گیر کانادا ۰–۰ مساوی شد اما به دلیل اخطار بیشتر بازنده اعلام شده و به مقام ششم رسید.
سلیمانی همچنین یک رقیب و حریف تمرینی جدی و باتجربه‌تر به نام رضا سوخته‌سرایی داشت که همواره رقابت سختی برای قرارگرفتن در ترکیب تیم ملی و رفاقتی نزدیک با یکدیگر داشتند. یکی از نقاط عطف دوران ورزش این دو بازی‌های آسیایی ۱۹۸۶ در سئول بود که سوخته‌سرایی تصمیم گرفت در کشتی فرنگی شرکت کند تا سلیمانی در ترکیب تیم آزاد قرار گیرد و هر دو نیز مدال طلای بازی‌های آسیایی را کسب کردند.

## افتخارات
- مدال طلا مسابقات قهرمانی جهان ۱۹۸۹ در مارتینتی در وزن ۱۳۰ کیلوگرم
- مدال طلای بازی‌های آسیایی ۱۹۸۶ سئول در وزن ۱۳۰ کیلوگرم
- مدال برنز مسابقات قهرمانی آسیا ۱۹۷۹ در وزن ۱۰۰ کیلوگرم
- مدال طلای قهرمانی آسیا ۱۹۸۱ لاهور در وزن ۱۰۰ کیلوگرم
- مدال طلای قهرمانی آسیا ۱۹۸۳ در وزن ۱۰۰ کیلوگرم
- مدال طلای قهرمانی آسیا ۱۹۸۷ بمبئی در وزن ۱۳۰ کیلوگرم
- مدال طلای قهرمانی آسیا ۱۹۸۹ توکیو در وزن ۱۳۰ کیلوگرم
- مدال طلای مسابقات جهانی ۱۹۸۹ سوئیس در وزن ۱۳۰ کیلوگرم
- مدال طلای قهرمانی آسیا ۱۹۹۱ دهلی نو در وزن ۱۳۰ کیلوگرم

## درگذشت
علیرضا سلیمانی در صبح ۳۱ اردیبهشت ۱۳۹۳، در ۵۸ سالگی بر اثر سکتهٔ قلبی درگذشت.